# Arrondissement di Les Andelys
L'arrondissement di Les Andelys è un arrondissement dipartimentale della Francia situato nel dipartimento dell'Eure, nella regione della Normandia.

## Storia
Fu creato nel 1800, sulla base dei preesistenti distretti.

## Composizione
L'arrondissement è diviso in 175 comuni raggruppati in 12 cantoni,  elencati di seguito:
- cantone di Écos
- cantone di Étrépagny
- cantone di Fleury-sur-Andelle
- cantone di Gaillon
- cantone di Gaillon-Campagne
- cantone di Gisors
- cantone di Les Andelys
- cantone di Louviers-Nord
- cantone di Louviers-Sud
- cantone di Lyons-la-Forêt
- cantone di Pont-de-l'Arche
- cantone di Val-de-Reuil